# La Verrerie d'Alès
 (octobre 2020).
Si vous disposez d'ouvrages ou d'articles de référence ou si vous connaissez des sites web de qualité traitant du thème abordé ici, merci de compléter l'article en donnant les références utiles à sa vérifiabilité et en les liant à la section « Notes et références ».
 (octobre 2020).
La Verrerie d'Alès est une institution culturelle française implantée à Alès dans le Gard. 
Labellisée Pôle national cirque en 2010, La Verrerie d'Alès est entièrement destinée à l'accompagnement à la création et à la diffusion de spectacles de cirque.

## Historique

### De La Verrerie de Rochebelle...
La Verrerie d'Alès est implantée dans l'ancien site industriel de La Verrerie de Rochebelle créée en 1807 sur la rive droite du Gardon et les contreforts des Cévennes. 
En 1807, la Famille Tubeuf implante une verrerie à proximité des mines de houille pour faciliter la fourniture en combustible. L'ensemble architectural se composait de deux fours, l'un à verre vert, l'autre à verre noir, d'une maison de maître, de logements, de magasins et d'espaces de stockage. L'ensemble des bâtiments est vendu en 1880 à la Société houillère de Rochebelle. 
Par la suite, les espaces auront différentes vocations : forges, ateliers de mécanique, hangars, ateliers de réparation, hangars, logements ouvriers, etc.
Après la Seconde Guerre mondiale, la Médecine du travail et les syndicats utilisent les espaces comme bureaux et locaux. 
En 1987, la Ville d'Alès achète les bâtiments dans un souci de sauvegarde de ce patrimoine industriel en lien avec le Centre culturel, scientifique et technique d'Alès. 
De 1987 à 1990, la compagnie de nouveau cirque Archaos, s'implante dans les anciens espaces industriels et utilise le Grand Four (à verre noir) comme salle d'entrainement et de répétition. La compagnie y créé l’École de cirque Le Salto qui quittera en 1996 le "Grand Four" pour un autre espace de La Verrerie de Rochebelle.
Les bâtiments sont en partie rasés puis réhabilités en 2010 par la Ville d'Alès qui y implante une partie de ses services pour mener des actions de vulgarisation et de transmission scientifique et y accueillir des associations culturelles et scientifiques. Ce regroupement et cette nouvelle vocation instaurent le Pôle culturel et scientifique de Rochebelle. 
Les associations hébergées sur le nouveau site du Pôle culturel et scientifique de Rochebelle : Festival Cinéma d'Alès - Itinérances, MNE-RENE30 - Centre permanent d'initiatives pour l'environnement (CPIE) du Gard, l'Académie cévenole, Eurêk’Alès, Centre de culture scientifique, technique et industrielle (CCSTI) d'Ales, Le Salto, École des arts du cirque d'Alès, L'Étoile cévenole, La Verrerie d'Alès, Pôle national cirque Occitanie.
La Maison de maître quant à elle accueille depuis la fin des années 1980 le Musée-bibliothèque Pierre-André-Benoit consacré à l'art moderne et aux œuvres de Pierre-André Benoit.

### ... à La Verrerie d'Alès
En 2004, Guy Perilhou, ancien ancien directeur de production du Cirque Gosh à partir de 1994 et cofondateur et coordinateur du Hangar des Mines à Saint-Sébastien-d'Aigrefeuille aux côtés de Michel Dallaire, implante dans l'espace inoccupé du grand four depuis le déménagement du Salto, École de cirque d'Alès, une structure destinée à l'accompagnement de spectacle de cirque de création qui prendra le nom de sa vocation première : La Verrerie d'Alès,.  
L'espace dévolu n'est qu'une partie infime de l'ensemble architectural originel et celui occupé par Archaos.
Seul centre de création consacré au cirque en région Languedoc-Roussillon, La Verrerie d'Alès est reconnu dès 2005 Pôle régional des arts du cirque.
La Verrerie d'Alès reçoit le label Pôle national des arts du cirque dès sa création par l'État en 2010.
Le projet de Guy Perilhou, axé sur la jeune création et le chapiteau, a permis la reconnaissance de ses compagnies associées au projet : La Faux populaire - Le Mort aux dents, Rasposo (direction Marie Molliens), Hors Pistes, Lonely Circus etc. La programmation d'une saison cirque récurrente en région Languedoc-Roussillon de près de 200 représentations sur 5 départements en partenariat avec des acteurs culturels et institutionnels était l'axe majeur de sa stratégie de développement.
En 2015, Guy Perilhou démissionne de sa fonction de directeur après onze ans à la tête de La Verrerie d'Alès. 
La même année, Sylviane Manuel, forte de nombreuses expériences dans l'accompagnement d’artistes et le développement de projets territoriaux, est nommée à la direction de La Verrerie d'Alès. Elle prend ses fonctions en janvier 2016. 

## Missions
Détentrice du label Pôle national cirque, La Verrerie d'Alès a pour mission :
- l'accompagnement et le soutien de la création dans le domaine du cirque ;
- la diffusion de spectacles de cirque.

## Directions
- 2004-2015 : Guy Perilhou
- Depuis 2016 : Sylviane Manuel

## Activité

### Festivals
La Verrerie d'Alès organise des temps de diffusion de spectacles de cirque à travers différents festivals :
- inCIRCus - festival de cirque en espace public en juin à Alès[11] ;
- Occitanie fait son cirque en Avignon - festival de cirque en juillet en parallèle du Festival d'Avignon ;
- Temps de Cirques - festival de cirque en novembre qui chemine dans le Gard, l'Hérault et l'Aude[12],[13].